# Partito Liberale Sociale Democratico
Il Partito Liberale Sociale Democratico (in lingua inglese: Social Democratic Liberal Party - SODELPA) è un partito politico figiano.

## Risultati elettorali
| Elezione      | Voti    | %     | Seggi   |
| ------------- | ------- | ----- | ------- |
| Generali 2014 | 139.857 | 28,18 | 15 / 50 |
| Generali 2018 | 181.072 | 39,85 | 21 / 51 |